# Oboronia elorea
Oboronia elorea är en fjärilsart som beskrevs av Otto Staudinger 1888. Oboronia elorea ingår i släktet Oboronia och familjen juvelvingar. Inga underarter finns listade i Catalogue of Life.